# Dermomurex
Dermomurex is een geslacht van weekdieren uit de klasse van de Gastropoda (slakken).

## Soorten
- Dermomurex abyssicolus (Crosse, 1865)
- Dermomurex africanus Vokes, 1978
- Dermomurex agnesae Vokes, 1995
- Dermomurex alabastrum (A. Adams, 1864)
- Dermomurex angustus (Verco, 1895)
- Dermomurex antecessor Vokes, 1975
- Dermomurex antonius Vokes, 1974
- Dermomurex bakeri (Hertlein & Strong, 1951)
- Dermomurex binghamae Vokes, 1992
- Dermomurex bobyini (Kosuge, 1984)
- Dermomurex boucheti Garrigues & Merle, 2014
- Dermomurex charlesi Houart & Héros, 2013
- Dermomurex colombi Houart, 2006
- Dermomurex coonsorum Petuch, 2013
- Dermomurex cunninghamae (Berry, 1964)
- Dermomurex distinctus (Cristofori & Jan, 1832) †
- Dermomurex elizabethae (McGinty, 1940)
- Dermomurex fajouensis Garrigues & Merle, 2014
- Dermomurex fitialeatai Houart, 2015
- Dermomurex glicksteini Petuch, 1987
- Dermomurex gofasi Houart, 1996
- Dermomurex goldsteini Tenison-Woods, 1876
- Dermomurex gunteri Vokes, 1985
- Dermomurex howletti Vokes, 1995
- Dermomurex indentatus (Carpenter, 1857)
- Dermomurex infrons Vokes, 1974
- Dermomurex kaicherae Petuch, 1987
- Dermomurex leali Houart, 1991
- Dermomurex myrakeenae (Emerson & d'Attilio, 1970)
- Dermomurex neglectus (Habe & Kosuge, 1971)
- Dermomurex obeliscus (A. Adams, 1853)
- Dermomurex olssoni Vokes, 1989
- Dermomurex oxum Petuch, 1979
- Dermomurex pacei Petuch, 1988
- Dermomurex pasi Vokes, 1993
- Dermomurex pauperculus (C. B. Adams, 1850)
- Dermomurex pruvosti Garrigues & Merle, 2014
- Dermomurex raywalkeri Houart, 1986
- Dermomurex sarasuae Vokes, 1992
- Dermomurex scalaroides (Blainville, 1829)
- Dermomurex sepositus Houart, 1993
- Dermomurex tararensis Garrigues & Merle, 2014
- Dermomurex tenellus (Mayer, 1869) †
- Dermomurex triclotae Houart, 2001
- Dermomurex trondleorum Houart, 1990
- Dermomurex wareni Houart, 1990
- Dermomurex worsfoldi Vokes, 1992